# Stamnodes fervefactaria
Stamnodes fervefactaria är en fjärilsart som beskrevs av Augustus Radcliffe Grote 1881. Stamnodes fervefactaria ingår i släktet Stamnodes och familjen mätare. Inga underarter finns listade i Catalogue of Life.